# Marcelina Sembrich-Kochańska
Marcella Sembrich-Kochańska, właśc. Prakseda Marcelina Kochańska, znana też jako Marcelina Sembrich (ur. 15 lutego 1858 w Wiśniowczyku, zm. 11 stycznia 1935 w Nowym Jorku) – światowej sławy polska śpiewaczka (sopran), pierwsza Polka występująca w Metropolitan Opera w Nowym Jorku.

## Życiorys i przebieg kariery
Dzieciństwo spędziła w Bolechowie, wielokulturowym podgórskim miasteczku galicyjskim. Ojciec jej był wędrownym nauczycielem muzyki i organistą w kościele parafialnym w Bolechowie. Już w czwartym roku życia zaczęła grać na fortepianie, w szóstym zaś na skrzypcach. Dzięki staraniom emerytowanego nauczyciela Jana Radwana Janowicza, który uwierzył w jej talent, w wieku 12 lat trafiła do Konserwatorium Galicyjskiego Towarzystwa Muzycznego we Lwowie, gdzie opiekowała się nią zamożna rodzina Zellingerów.
Studia muzyczne odbywała we Lwowie, Wiedniu i Mediolanie (od 1875) początkowo w zakresie gry na fortepianie i na skrzypcach, a później także i śpiewu (u. V. Rokitansky’ego, i G.B. Lampertiego). W pierwszych latach operowej kariery niejednokrotnie popisywała się na koncertach swymi trojakimi umiejętnościami, co stanowiło sensację. Pod względem wszechstronnej i praktycznej wiedzy muzycznej z pewnością nie miała sobie równych wśród śpiewaczek tamtej doby.
Debiutowała w Atenach partią Elwiry w Purytanach Vincenza Belliniego 3 czerwca 1877 roku.
Brała udział w otwarciu Metropolitan Opera w Nowym Jorku. Debiutowała jako tytułowa Łucja z Lammermoor w operze Gaetana Donizettiego 24 października w drugim spektaklu na tej scenie.  
W Metropolitan Opera wystąpiła 487 razy, śpiewała tam stale w latach 1898–1909.
Była solistką oper Drezna, Londynu (Covent Garden), Sankt Petersburga, Mediolanu (Teatro dal Verme), występowała gościnnie w Madrycie, Paryżu, Brukseli, Berlinie, Kolonii, Hamburgu, Frankfurcie, Monachium, Amsterdamie, Genewie, Pradze, Wrocławiu, Wiedniu, Budapeszcie.
Na koncertach i przedstawieniach śpiewała dla koronowanych głów i otrzymywała w darze bezcenne klejnoty. Wiele z nich zachowało się, m.in. bransoletka wysadzana diamentami, z wygrawerowanym napisem od cara Aleksandra II, wręczona Sembrich na siedem dni przed zamachem, w którym władca zginął (1881).

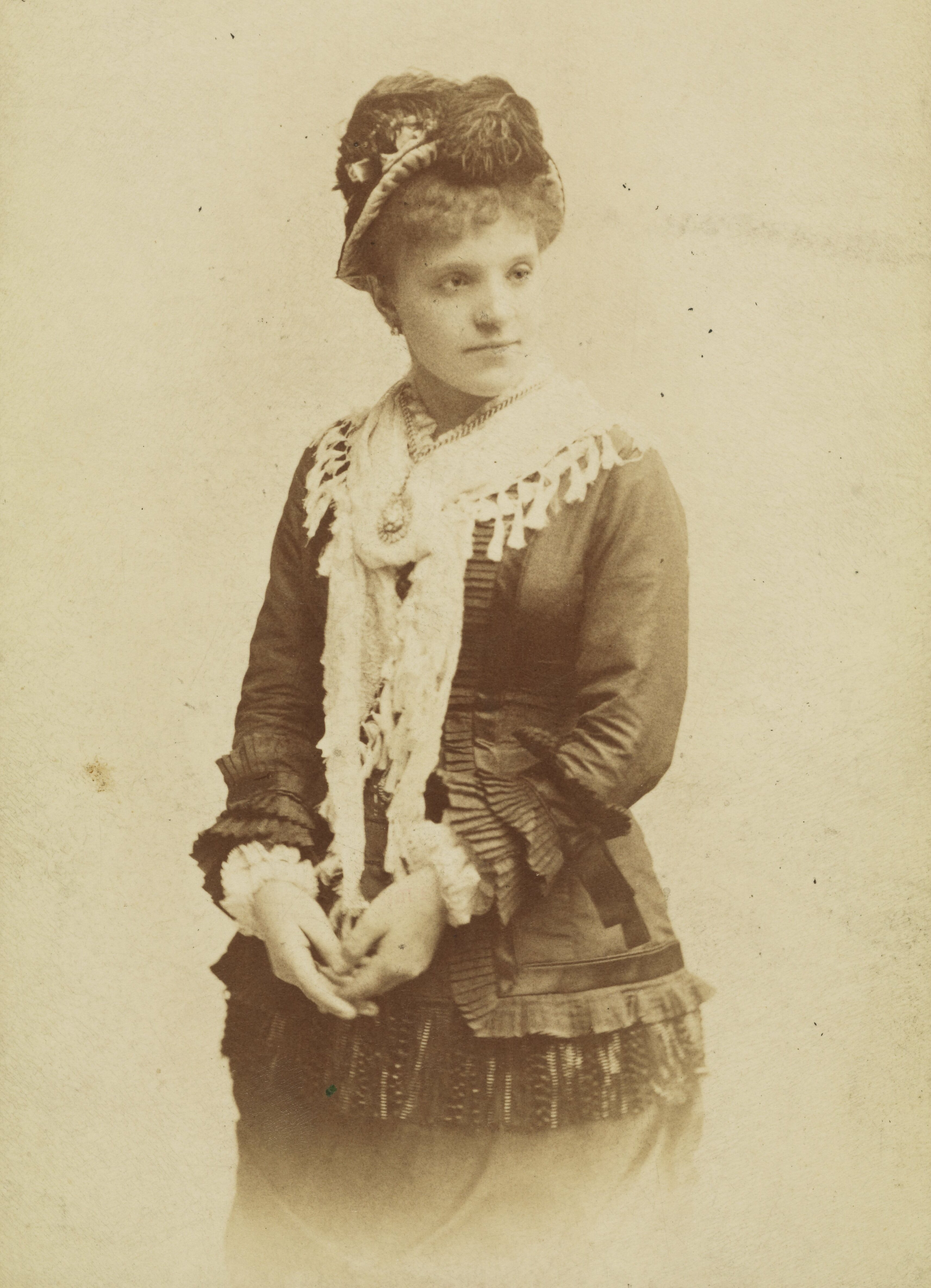
Portret Marcelli Sembrich-Kochańskiej, [ante 1890].

Mieszkała w Dreźnie (najdłużej), Berlinie, Ouchy-Chamblandes pod Lozanną, Nicei, Nowym Jorku i Bolton Landing w USA.
Nawiązywała kontakty z szeregiem wybitnych osobistości. Więzi przyjacielskie i artystyczne łączyły ją z Ignacym J. Paderewskim, śpiewała partię Ulany podczas premiery jego opery  Manru w Nowym Jorku (1902), spotykała się z Heleną Modrzejewską. Brała udział w koncertach obok Johannesa Brahmsa i Józefa Wieniawskiego, śpiewała w Weselu Figara W.A. Mozarta pod dyrekcją Gustava Mahlera (1909). Jej partnerami bywali najsławniejsi w ówczesnym świecie opery artyści, jak Enrico Caruso i Mattia Battistini, a z Polaków Adam Didur, Jan Reszke i jego brat Edward. Zyskała uznanie sławnego krytyka Eduarda Hanslicka, który wywarł wpływ na świadomość estetyczną muzyki XIX wieku. Ceniono ją zwłaszcza za role mozartowskie i za romantyczne bel canto we wczesnoromantycznych operach włoskich (Belliniego, Donizettiego, Verdiego). Była też znakomitą interpretatorką pieśni, którymi wypełniała programy swoich recitali.
Pozostało po niej wiele nagrań (około stu) dokonywanych w latach 1900–1919.
Po zakończeniu kariery w 1917 zajmowała się pracą pedagogiczną w nowojorskiej Juilliard School, Instytucie Muzycznym Curtisa w Filadelfii (od 1924) oraz we własnym studio w Bolton Landing. jako profesor wokalistyki miała w tym zakresie duże osiągnięcia pedagogiczne. Jej uczennicami były m.in. Maria Jeritza i Dusolina Giannini.

## Ambasadorka polskiej kultury
Przez długie lata swej muzycznej działalności czuła się ambasadorką kultury polskiej. Od roku 1880 nieprzerwanie na wszystkich swych koncertach wykonywała po polsku pieśń Chopina Życzenie przy własnym akompaniamencie fortepianowym; gdy to było możliwe włączała też ją do występów operowych (np. do sceny „lekcji śpiewu” w II akcie Cyrulika sewilskiego Rossiniego) traktując jako symbol polskości narodu, którego państwa nie ma na mapie.
W programach jej recitali figurowały zawsze pieśni polskie: Moniuszki, Niewiadomskiego, Zarzyckiego, Paderewskiego, Stojowskiego. 

Wielokrotnie odwiedzała ojczyznę, jej występy stanowiły muzyczne święto: sześciokrotnie wystąpiła w Warszawie (1879, 1880, 1886, 1889, 1895, 1909), dwukrotnie w Krakowie (1886, 1898) i Lwowie (1886, 1909), dwa razy w Łodzi, kilka razy w Wilnie.

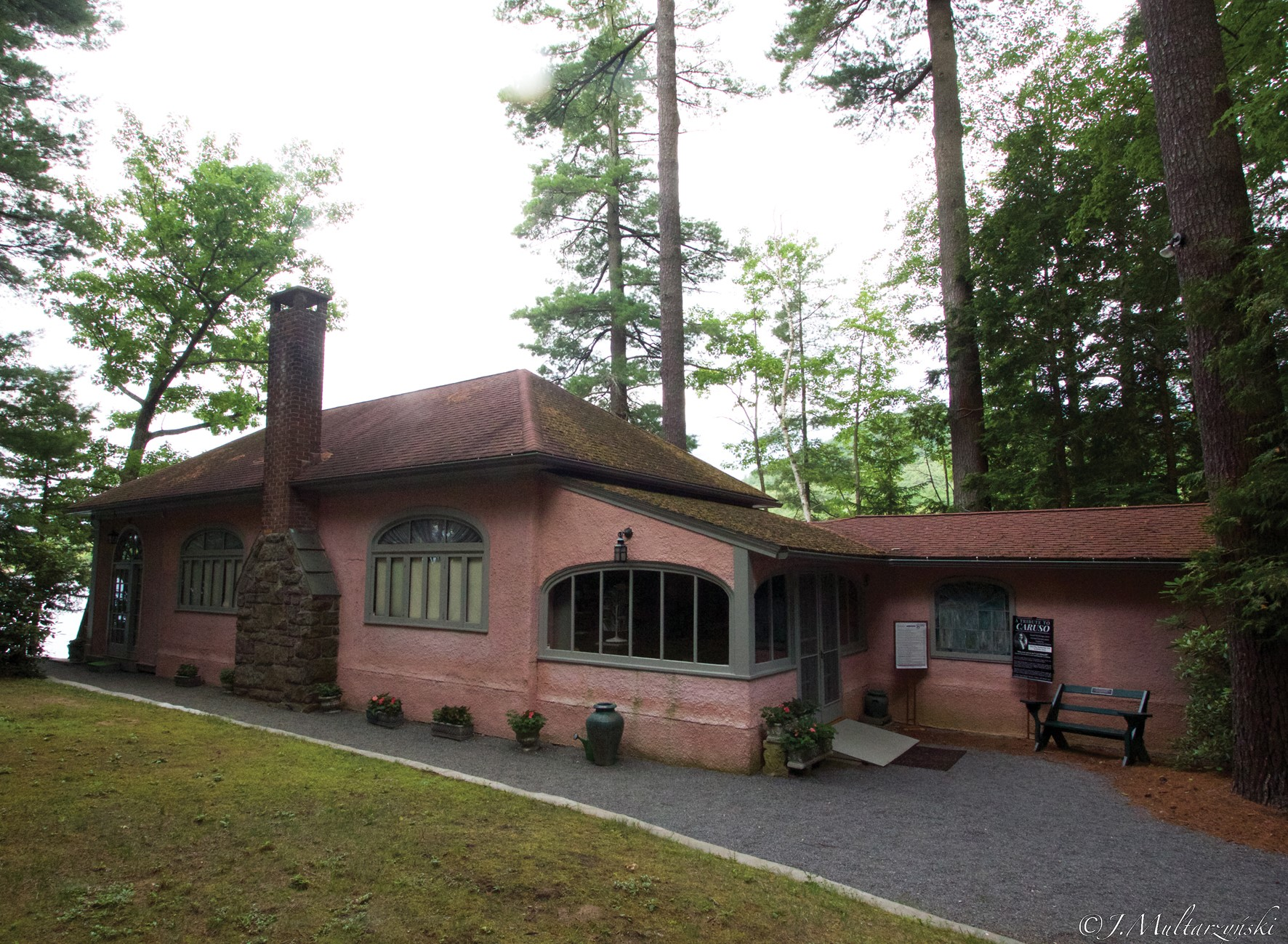
Muzeum Marcelli Sembrich-Kochańskiej w dawnym Studio artystki w Bolton Landing w Stanach Zjednoczonych.

W roku 1914 kierowała w Nowym Jorku pracami The American-Polish Relief Committee i działała na rzecz pomocy ofiarom wojny w Polsce, współpracując z Sienkiewiczem i Paderewskim; Komitet upowszechniał też materiały o historii i kulturze Polski, propagując ideę odzyskania niepodległości.
Oboje z mężem, Wilhelmem Stenglem (ze spolonizowanej rodziny niemieckiej, profesorem Konserwatorium Lwowskiego), pisywali do siebie listy po polsku i w domu mówili tym językiem.

## Śmierć i spuścizna
Zmarła w Nowym Jorku. Żona pierworodnego syna, Willy’ego Stengla, stała się opiekunką jej archiwum (zdeponowanym w New York Public Library for The Performing Arts) i założycielką Stowarzyszenia Pamięci Marcelli Sembrich (The Marcella Sembrich Memorial Association), które nadal działa, administrując Muzeum jej imienia w Bolton Landing. Szczątki Marcelli Sembrich-Kochańskiej, wraz ze szczątkami jej męża, syn przewiózł do Drezna. Znajdują się w rodzinnym grobie Stenglów na cmentarzu Johannisfriedhof.
Kanclerz Orderu Odrodzenia Polski, Jan Kochanowski, wystawił świadectwo, iż „Prezydent RP, dekretem z dn. 28 listopada 1924 roku zaliczył Marcellę Sembrich-Kochańską w poczet Kawalerów Orderu Odrodzenia Polski, nadając jej odznakę Krzyża Oficerskiego tego Orderu.

## Repertuar (partie operowe)
Vincenzo Bellini
- I Puritani / Purytanie – Elwira
- La Sonnambula / Lunatyczka – Amina

Georges Bizet
- Les pêcheurs des perles / Poławiacze pereł – Leila

Isidore De Lara
- Amy Robsart – rola tytułowa

Léo Delibes
- Lakmé – rola tytułowa

Gaetano Donizetti

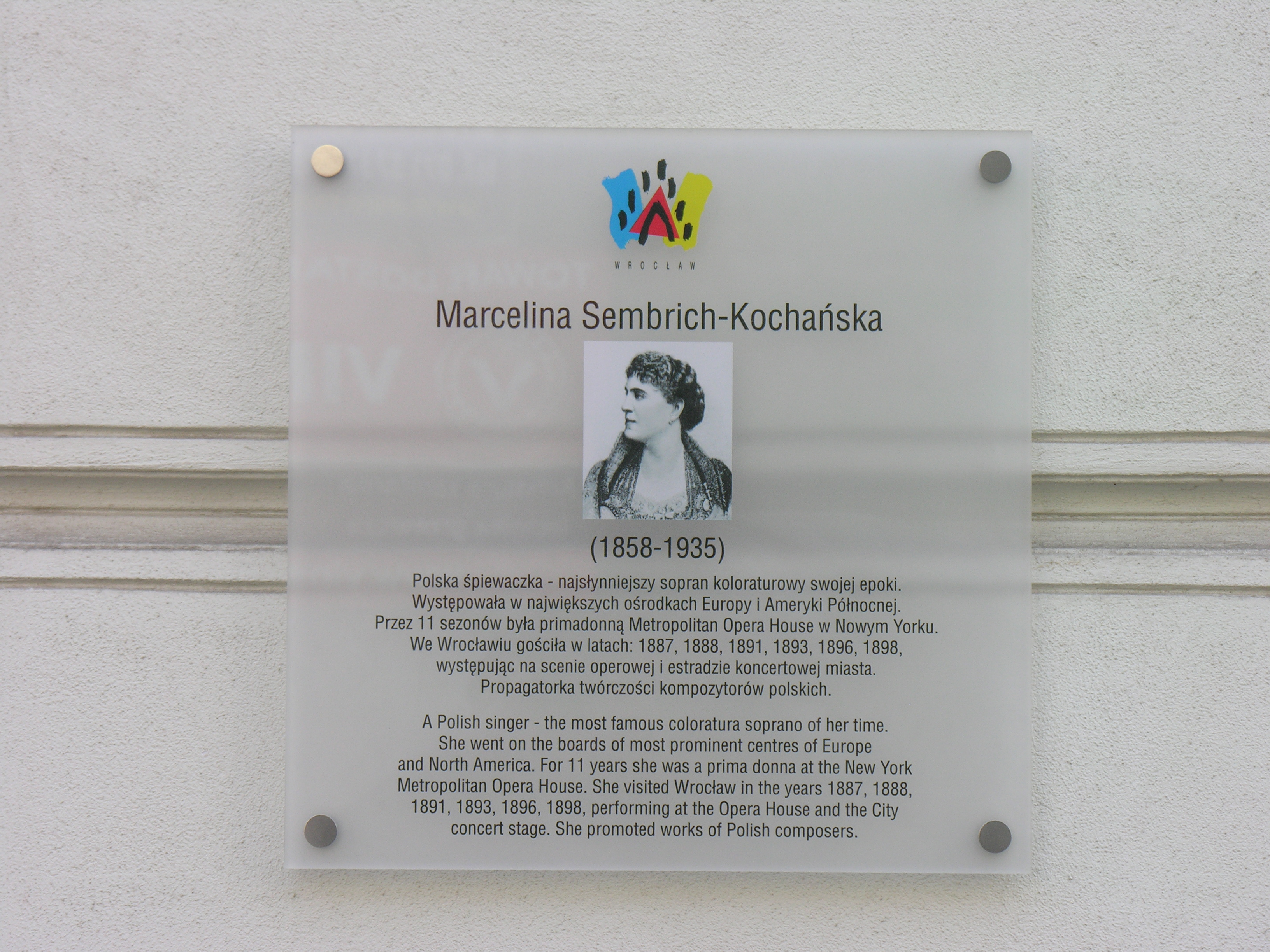
Tablica ku czci Marceliny Sembrich-Kochańskiej na budynku Opery Wrocławskiej

- Lucia di Lammermoor / Łucja z Lammermoor – Łucja
- Don Pasquale – Norina
- La fille du régiment / Córka pułku – Maria
- L’elisir d’amore / Napój miłosny – Adina

Friedrich von Flotow
- Alessandro Stradella – Leonora
- Martha – Henrietta

Charles Gounod
- Romeo et Juliette / Romeo i Julia – Juliette
- Faust – MałgorzataProfesor Maria Zduniak odsłania tablicę pamiątkową na fasadzie Opery Wrocławskiej

Fromental J.F. Halévy
- La Juive / Żydówka – Eudoksja
- Kretschmer Edmund
- Die Folkunger – Maria

Ruggero Leoncavallo
- I Pagliaci / Pajace – Nedda

Filippo Marchetti

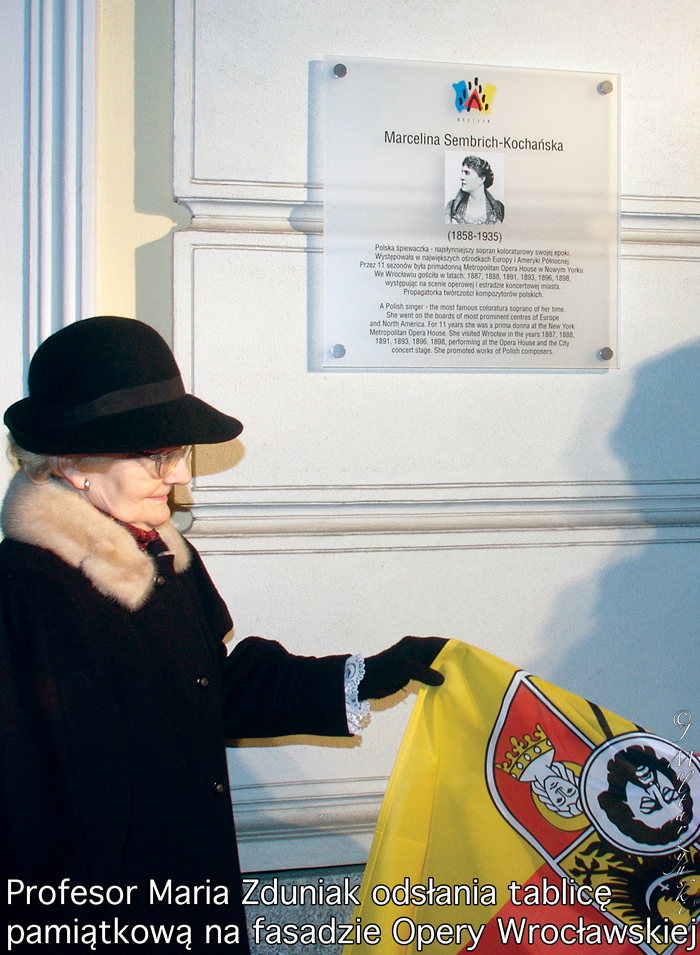
Profesor Maria Zduniak odsłania tablicę pamiątkową na fasadzie Opery Wrocławskiej

- Ruy Blas – Donna Maria von Nenburg, królowa Hiszpanii

Jules Massenet
- Manon – rola tytułowa

Giacomo Meyerbeer
- Robert le diable / Robert Diabeł – Izabela
- Le pardon de Ploërmel / Dinorah – rola tytułowa
- Les Huguenots / Hugonoci – Małgorzata de Valois
- L’Étoile du Nord / Gwiazda Północy – Katarzyna

Wolfgang Amadeus Mozart

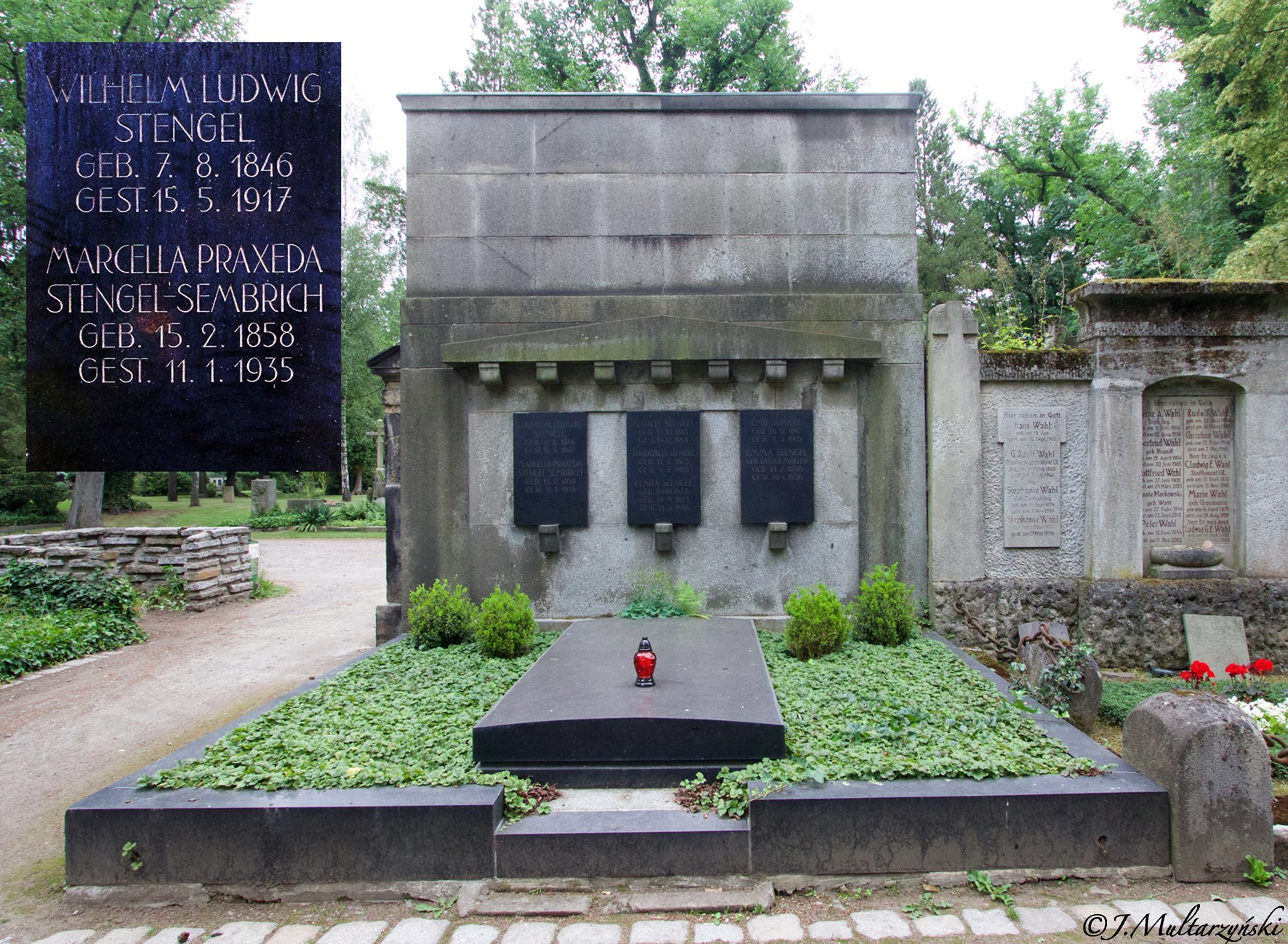
Grób rodzinny Stenglów w którym spoczywa Marcella-Sembrich-Kochańska obok męża Wilhelma i syna Marcela na Johannisfriedhof w Dreźnie

- Die Zauberflöte / Czarodziejski flet – Królowa Nocy
- Die Entführung aus dem Serail / Uprowadzenie z seraju – Konstancja
- Le nozze di Figaro / Wesele Figara – Zuzanna
- Don Giovanni – Zerlina

Otto Nicolai
- Die lustigen Weiber von Windsor / Wesołe kumoszki  z Windsoru – Pani Fluth

Ignacy Jan Paderewski
- Manru – Ulana

Giacomo Puccini
- La bohème / Cyganeria – Mimi

Gioachino Rossini
- Il barbiere di Seviglia / Cyrulik sewilski – Rozyna

Anton Rubinstein
- Demon – Tamara

Johann Strauss
- Die Fledermaus / Zemsta nietoperza – Rozalinda

Ambroise Thomas
- Hamlet – Ofelia
- Mignon – rola tytułowa (w wersji sopranowej)

Giuseppe Verdi
- Traviata – Violetta
- Rigoletto – Gilda
- Ernani – Elwira

Richard Wagner
- Lohengrin – Elza
- Der Meistersinger von Nürnberg / Śpiewacy norymberscy – Ewa